# Wendy Melvoin

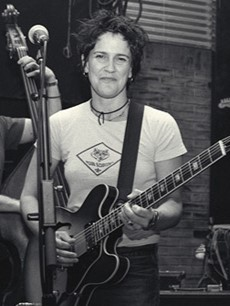
Wendy Melvoin (2006)

Wendy Ann Melvoin  (* 26. Januar 1964, Los Angeles, Kalifornien) ist eine US-amerikanische Gitarristin und Singer-Songwriterin. Internationale Bekanntheit erlangte sie durch die Zusammenarbeit mit dem Musiker Prince und war 1983 bis 1986 Mitglied in dessen Begleitband The Revolution. 1985 wurde sie mit zwei Grammys für ihre Beteiligung an dem Album Purple Rain und dem gleichnamigen Song ausgezeichnet. 1987 gründete sie zusammen mit Lisa Coleman das Duo Wendy and Lisa und veröffentlichten insgesamt fünf Studioalben, die kommerziell allerdings nicht erfolgreich waren.
Nach Prince’ Tod im Jahr 2016 gab Melvoin die Neugründung von The Revolution bekannt, in der sie nun Leadsängerin ist.

## Leben
Wendy Melvoin und ihre Zwillingsschwester Susannah Melvoin wurden am 26. Januar 1964 geboren. Ihr Vater Mike Melvoin (1937–2012) war ein Jazz-Pianist und früherer Präsident der NARAS, ihre Mutter Constance Lula Ives (* 31. Dezember 1936; † 7. Mai 2020) war nicht im Musikgeschäft tätig. Melvoins älterer Bruder Jonathan Melvoin (1961–1996) war unter anderem Keyboarder in der Band The Smashing Pumpkins.
Im April 2009 gaben Melvoin und Lisa Coleman in der US-Zeitschrift Out in einem Interview bekannt, eine lesbische Beziehung miteinander zu führen.

## Karriere
Ein Freund von Wendy Melvoins Vater war Session-Musiker Gary Coleman. Dessen Tochter Lisa Coleman, seit 1980 Musikerin in Prince’ Band, stellte sie Prince im Jahr 1982 vor. Wendy Melvoin spielte eine Session in seinem Hotelzimmer, worauf Prince sie als Gitarristin zu seinem damaligen Albumprojekt 1999 holte. Melvoin und Coleman wurden Mitglieder der 1983 gegründeten Band Prince and The Revolution.
Nach deren Auflösung im Jahr 1986 gründeten Wendy Melvoin und Lisa Coleman eine gemeinsame Funk- und Rockband namens Wendy and Lisa, mit der sie die Filmmusik für die beiden Fernsehserien Crossing Jordan – Pathologin mit Profil (2001–2007) und Heroes (2006–2010) komponierten.
Außerdem arbeitete Melvoin als Produzentin für Künstler wie Lisa Germano, Nina Gordon, Sheryl Crow, Liz Phair, Scritti Politti, Neil Finn, K. D. Lang, Nerina Pallot und Eric Clapton.
Sie wirkte als Musikerin an den Aufnahmen des Weltmusik-Kompilations-Albums mit dem Namen Big Blue Ball von Peter Gabriel und Karl Wallinger mit, das in den Sommern der Jahre 1991, 1992 und 1995 in den Real World Studios aufgenommen wurde und 2008 erschien.
2018 wurde sie in die Academy of Motion Picture Arts and Sciences berufen, die jährlich die Oscars vergibt.

## Diskografie

### Kompositionen
- 1995: Dangerous Minds – Wilde Gedanken
- 1997: Hav Plenty
- 1997: Soul Food
- 1999: Foolish
- 2000: Second Skin – Mörderisches Puzzle
- 2001: Prince Charming
- 2002: Hilfe, ich habe ein Date! (The Third Wheel)
- 2002: Juwanna Mann
- 2001–2007: Crossing Jordan – Pathologin mit Profil (Crossing Jordan)
- 2006–2010: Heroes
- 2012: Touch

### Kompositionen von Soundtracks
- 1986: Fire with Fire
- 1997: Volcano
- 1999: Loving Jezebel
- 2003: Carnivàle

### Musikerin auf Prince-Alben
- 1982: 1999
- 1984: Purple Rain
- 1985: Around the World in a Day
- 1985: His Majesty’s Pop Life/The Purple Mix Club
- 1986: Parade
- 1987:  Sign "☮" the Times
- 1990: Graffiti Bridge
- 1993: The Hits/The B-Sides
- 1998: Crystal Ball
- 2001: The Very Best of Prince
- 2006: Ultimate
- 2007: Planet Earth
- 2016: 4Ever
- 2017: Purple Rain Deluxe
- 2018: Anthology: 1995–2010
- 2019: 1999 Super Deluxe
- 2020: Sign o’ the Times Super Deluxe
- 2022: Prince and the Revolution: Live

## Filmografie
- 1984: Purple Rain
- 1992: Toys
- 2000: Snoops
- 2022: Outer Range (Fernsehserie)

## Auszeichnungen
- 1985: Grammy in der Kategorie Bestes Album mit Originalmusik geschrieben für einen Film oder ein Fernsehspecial für Purple Rain (mit Prince, John L. Nelson und Lisa Coleman)
- 1986: Grammy-Nominierung in der Kategorie „Best Music Video, Long Form“ für Prince and the Revolution: Live (mit Prince, Bobby Z., Brown Mark, Dr. Fink, Eric Leeds, Lisa Coleman und Paul Becher (Video-Regie))[5]